# Kapiteinshuis Pekela

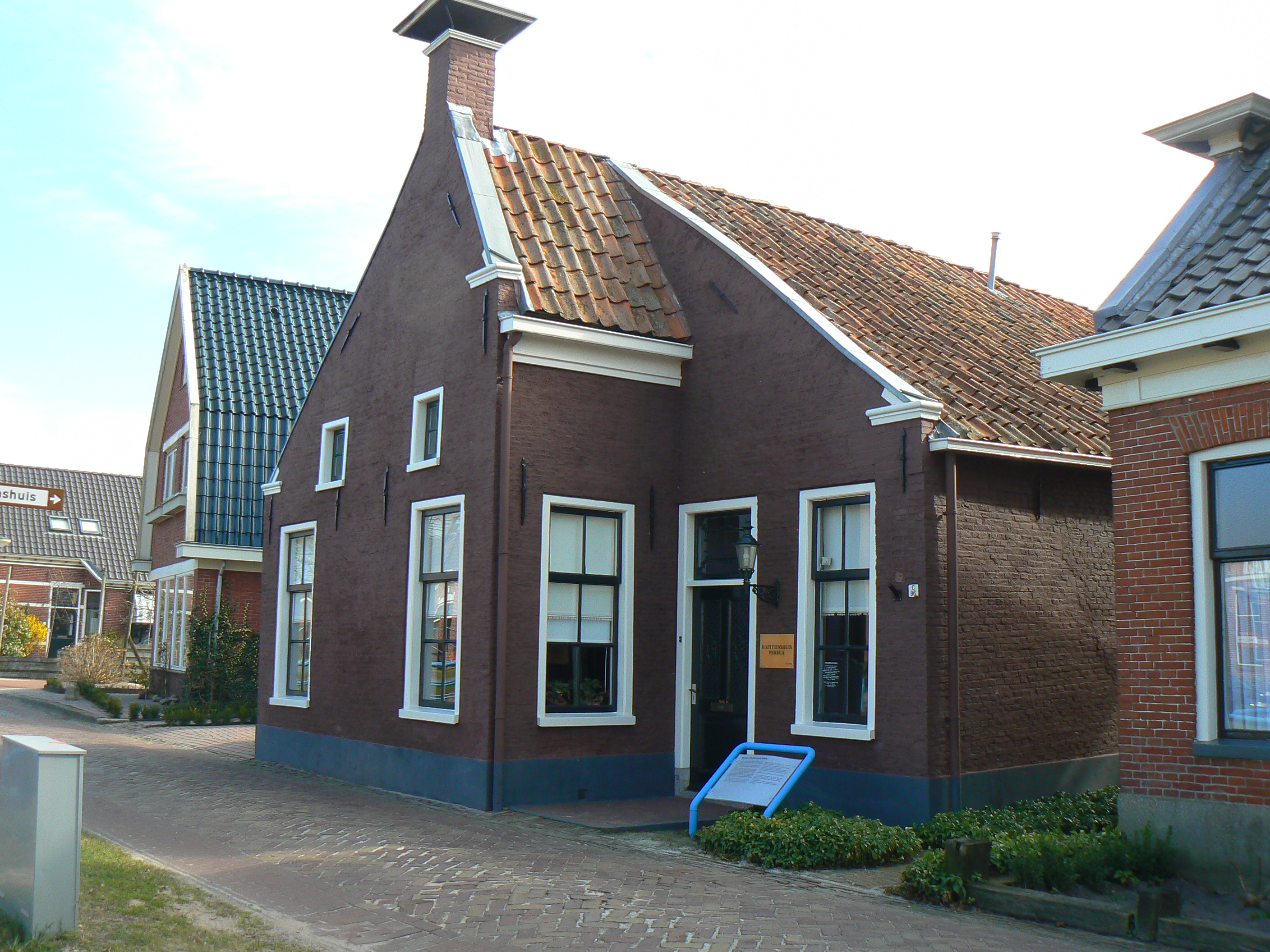
Het Kapiteinshuis Pekela in Nieuwe Pekela

Het Kapiteinshuis Pekela is een museum gelegen aan de Dominee Sicco Tjadenstraat C nr. 95 in de Groningse plaats Nieuwe Pekela.

## Museum
Het museum, in 1989 opgericht door Bram Westers (1928-2018), bestaat uit een in 2006 geheel gerestaureerd, oud kapiteinshuis uit het laatst van de 18e eeuw. In de twee achterkamers van het huis zijn voorwerpen, geschriften, portretten en schilderijen te zien, die betrekking hebben op de Pekelder geschiedenis en zeevaart in de 18e en 19e eeuw. Het huis werd in 1799 gebouwd door Kornelis Jans Boon en Jantje Roelofs Koop. Twee hardstenen neuten onder de voordeur met de initialen K.J.B. en J.R.K. en het jaartal 1799 herinneren aan deze bouw en de beide stichters.
Het kapiteinshuis (woning) ontstond in een periode dat de Veenkoloniale Zeevaart een eerste bloeiperiode doormaakte. Turf was in 1800 al lang niet meer de belangrijkste bron van inkomsten. Uit de turfvaart had zich inmiddels de Veenkoloniale Zeevaart ontwikkeld. De bestemmingen lagen rond de Oostzee, onder andere Sint-Petersburg en Riga. Ook werd gevaren op Engeland en het gebied rond de Middellandse Zee.
In de loop van de 19de eeuw stak men ook steeds vaker de oceaan over naar de steden New York, Recife, Rio Grande do Sul en andere verre bestemmingen. Soms was de bemanning van de schepen maanden van huis, maar de meeste kapiteins en stuurlieden hadden toch een zogenaamde "kapiteinswoning" in hun woonplaats.

## Collectie
De zeevaarders namen vele voorwerpen mee terug naar huis: scheepsportretten, foto's uit Marseille, Liverpool en Newcastle, serviezen uit Rusland, houtwerk uit Riga, porselein uit Staffordshire, brieven uit den vreemde en allerlei snuisterijen. Museum Kapiteinshuis Pekela toont het varend verleden van de Pekelders. Omstreeks 1870 stond meer dan 60 procent van de Nederlandse vloot geregistreerd in de Groninger Veenkoloniën.
Het museum Kapiteinshuis Pekela werd op 17 mei 1990 officieel geopend door burgemeester Chris Arlman.

## Fotogalerij

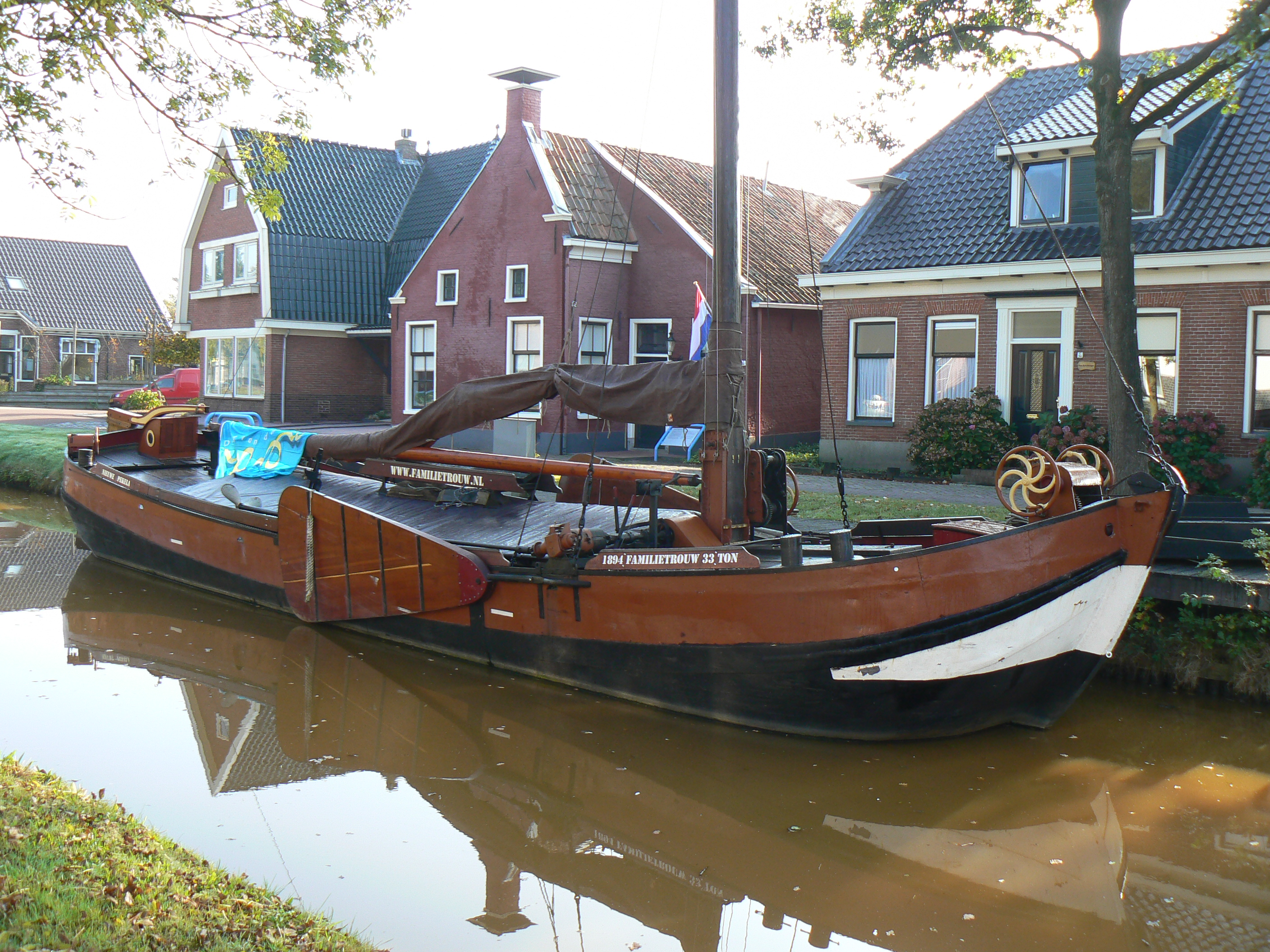
Spitse praam "Familietrouw" voor het museum
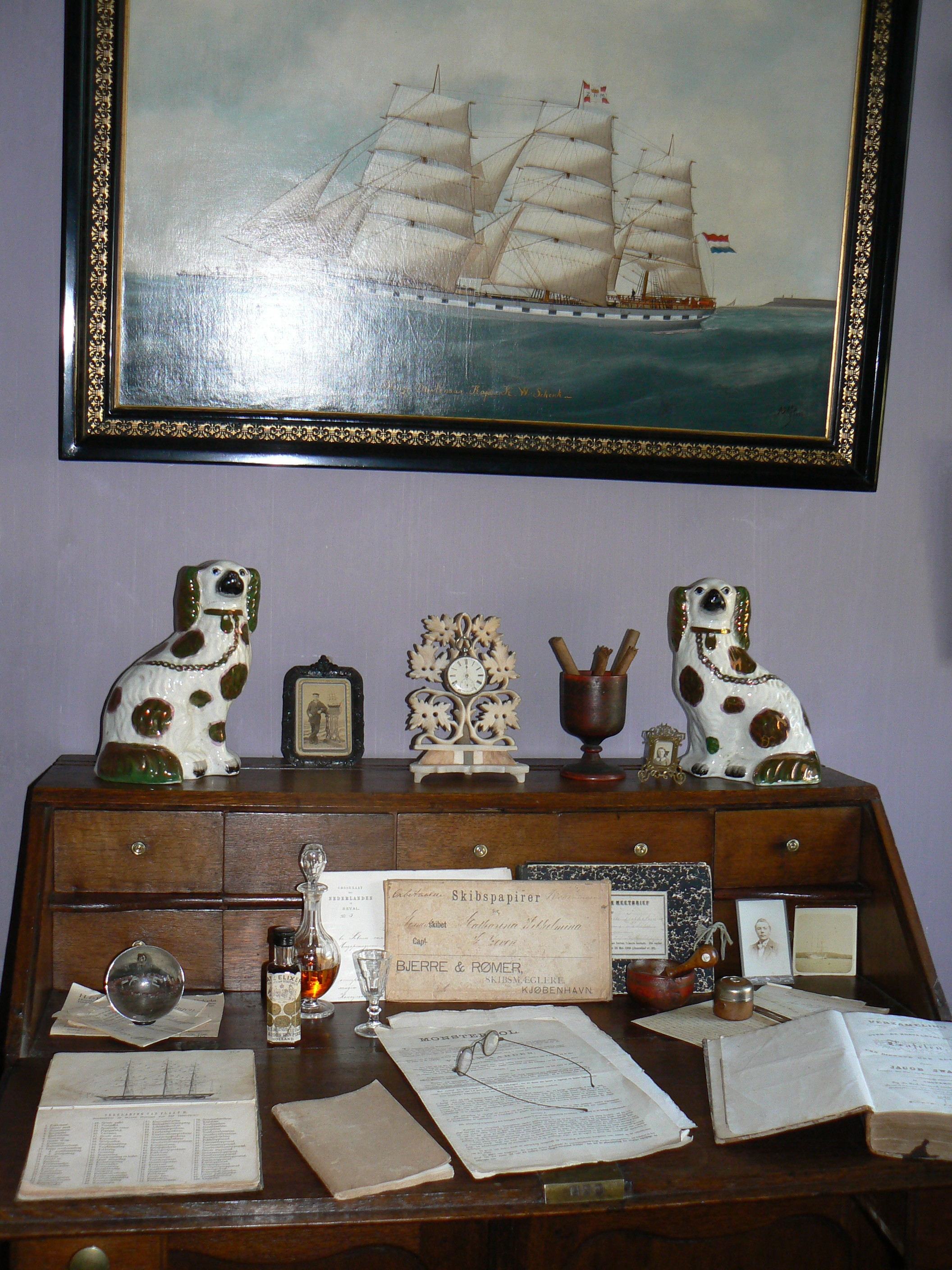
Expositie
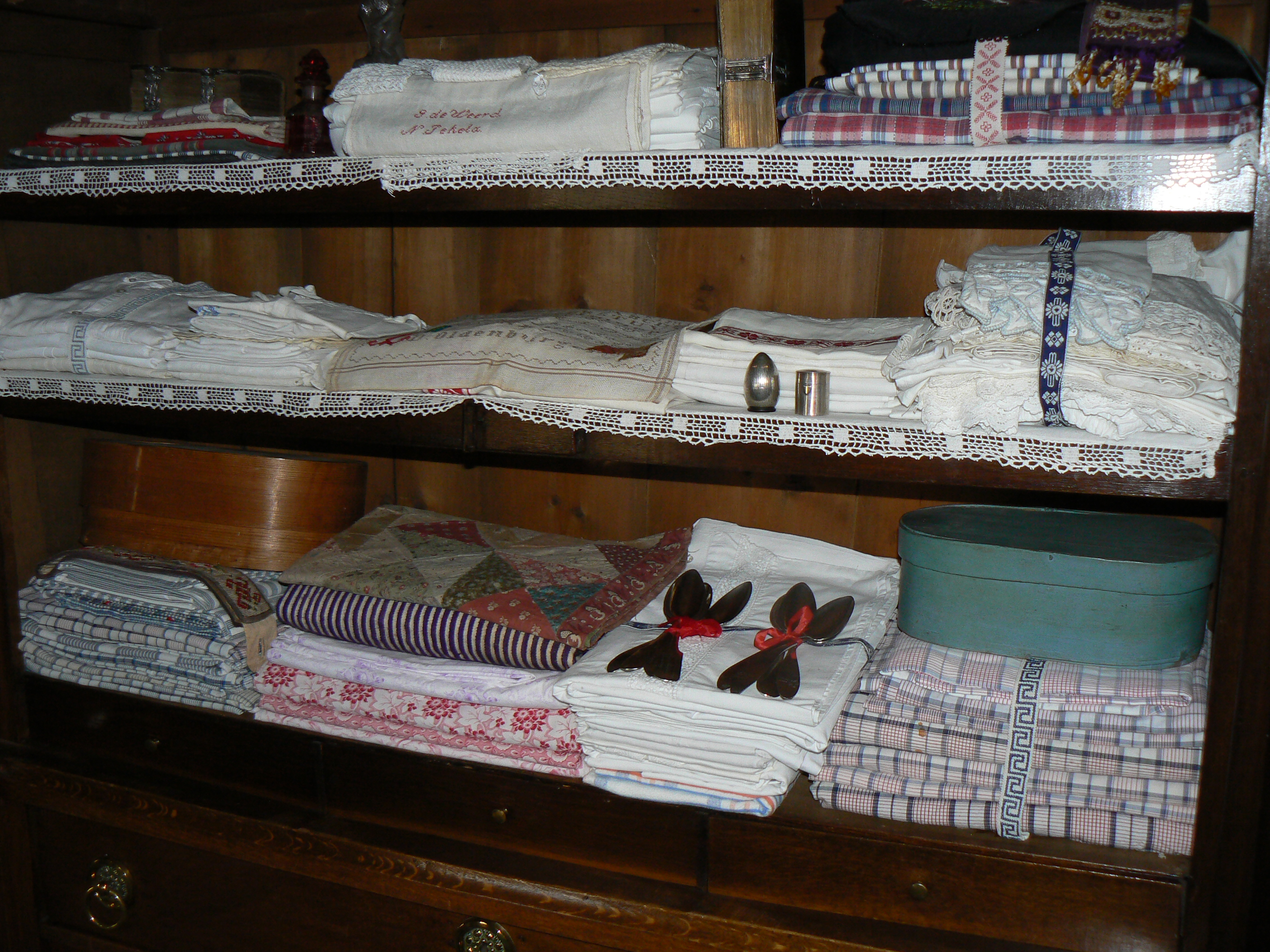
Expositie